# Matriz insumo-producto
La matriz insumo-producto (MIP) caracteriza la demanda y la oferta que cada sector productivo hace a los demás (incluyéndose a sí mismo). Además de describir las transacciones entre diversos sectores de la economía real, estudia el efecto que la variación de la demanda final de cualquiera de ellos tiene sobre todos los demás cuando se alcanza la situación de equilibrio. Su invención se debe a Wassily Leontief (1906-1999).